# Ildikó Komlósi

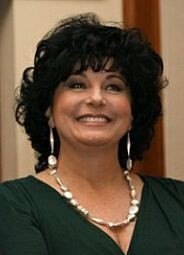
Ildikó Komlósi

Ildikó Komlósi (geboren 22. März 1959 in Békésszentandrás, Komitat Békés) ist eine ungarische Opernsängerin (Mezzosopran).

## Leben
Komlósi studierte in Budapest an der Franz-Liszt-Musikakademie bei András Mikó und begann an der Budapester Oper. 1986 hatte sie ihr internationales Debüt an der Mailänder Scala in der Messa da Requiem von Giuseppe Verdi, in der sie unter der Leitung von Lorin Maazel mit Luciano Pavarotti auftrat.